# Valborg Hansson
Valborg Hansson (28 de enero de 1874 - 13 de enero de 1942) fue una actriz de nacionalidad sueca.

## Biografía
Su verdadero nombre era Valborg Sigrid Holmlund, y nació en Estocolmo, Suecia. Hansson cursó estudios en la escuela del Teatro Dramaten entre 1890 y 1892. Posteriormente trabajó en escenarios suecos y finlandeses. Así, entre 1894 y 1898 actuó en el Teatro Sueco de Helsinki; desde 1894 a 1898, 1910 a 1911, 1912 a 1914 y 1915 a 1917 con la compañía de Albert Ranft; entre 1899 y 1902 en el Dramaten, y en 1921–1922 en el Kaupunginteatteri de Helsinki. Hansson viajó también en giras propias, interpretando principalmente obras del género comedia. 
Entre sus papeles figuran los de Julieta en Romeo y Julieta, Maria Stuart, Madame Sans-Gêne, Monna Vanna, Karin Månsdotter, Ghismonda en En Venetiansk komedi, Roxanne en Cyrano de Bergerac, y Lady Frederick.
Valborg Hansson falleció en Estocolmo en el año 1942. Fue enterrada en el Cementerio Norra begravningsplatsen de dicha ciudad. Estuvo casada desde el año 1899 con el actor Axel Hansson, con el que tuvo un hijo, el compositor Stig Hansson, más conocido como Jules Sylvain.

## Filmografía
- 1925 : Bröderna Östermans huskors
- 1927 : Arnljot
- 1931 : Kärlek måste vi ha

## Teatro

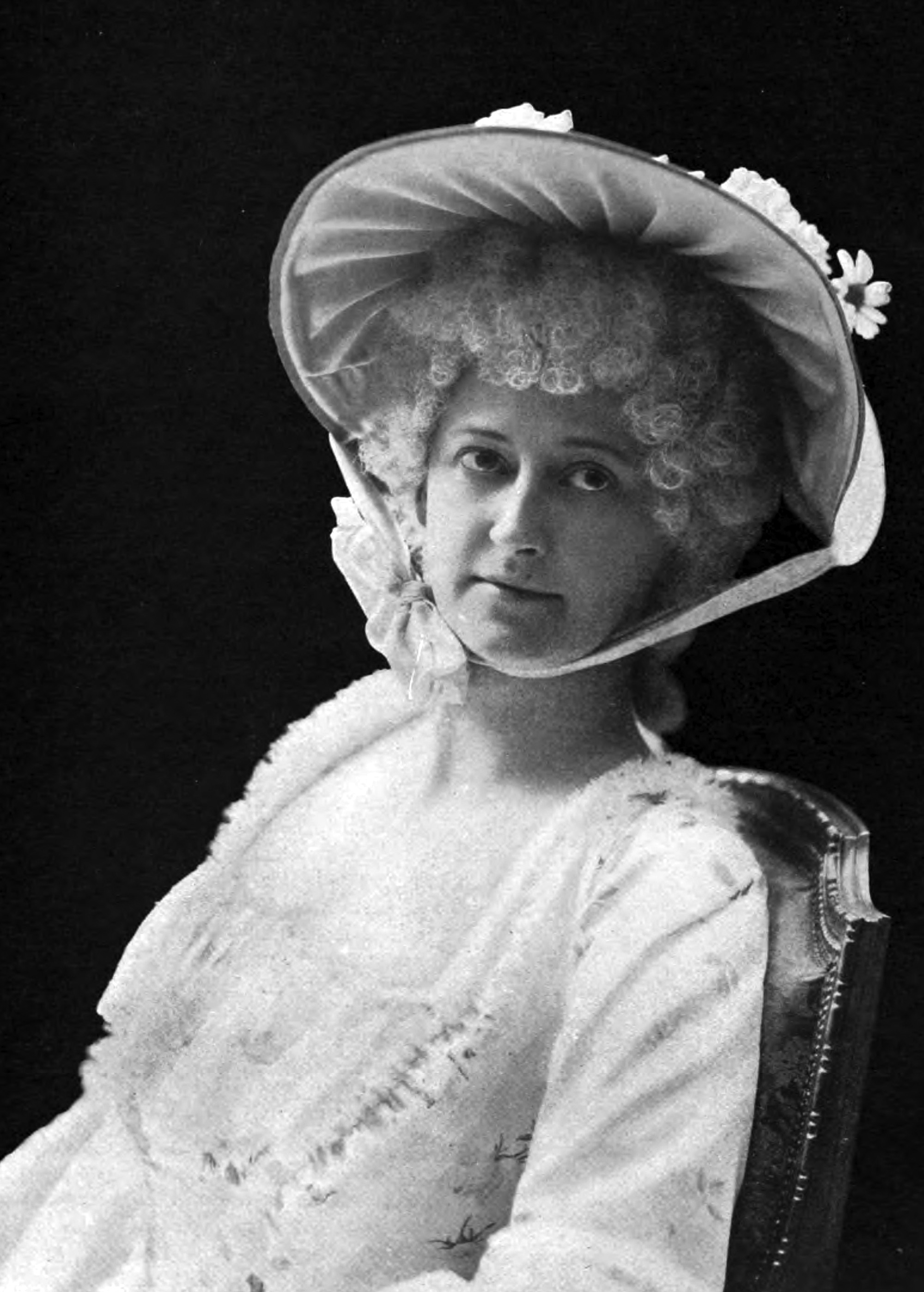
Hansson en Ambrosius, de Chr. K.F. Molbech, en 1906

- 1893 : Sylvi, de Minna Canth, Teatro Sueco de Helsinki[3]
- 1893 : Detektiven, de Pehr Staaff, Teatro Sueco de Helsinki[4]
- 1897 : Axel och Walborg, de Adam Oehlenschläger, dirección de August Arppe, Teatro Sueco de Helsinki[5]
- 1898 : La dama de las camelias, de Alexandre Dumas (hijo), Vasateatern[6]
- 1898 : Bröllopet på Ulfåsa, de Frans Hedberg, dirección de Harald Molander, Svenska teatern[7]
- 1900 : Brott och brott, de August Strindberg, Dramaten[8]
- 1900 : Zaza, de Pierre Berton y Charles Simon, Dramaten[9]
- 1901 : Cyrano de Bergerac, de Edmond Rostand, Dramaten[10]
- 1901 : Sällskap där man har tråkigt, de Édouard Pailleron, Dramaten[11]
- 1903 : Som blad för stormen, de Giuseppe Giacosa, Dramaten[12]
- 1905 : Antoinette Sabrier, de Romain Coolus, Dramaten[13]
- 1906 : Uppgörelse, de Ignaty Potapenko, Dramaten[14]
- 1909 : Lady Frederick, de William Somerset Maugham, dirección de Axel Hansson, Compañía teatral de Axel Hansson[15]
- 1911 : Den starkaste, de Clyde Fitch, dirección de Hugo Rönnblad, compañía teatral de Hugo Rönnblad[16]
- 1912 : Monna Vanna, de Maurice Maeterlinck, Svenska teatern[17]
- 1912 : Det starkare könet, de John Valentine, Svenska teatern[18]
- 1915 : Kärleken segrar, de Charles Klein, dirección de Justus Hagman, Vasateatern[19]
- 1916 : Mr Wu, de Harry M. Vernon y Harold Owen, dirección de Carl Barcklind, Teatro Oscar[20]
- 1931 : Anständighetens vällust, de Luigi Pirandello, dirección de Anders de Wahl, gira[21]